# Beaufort, Savoie
Beaufort är en kommun i departementet Savoie i regionen Auvergne-Rhône-Alpes i sydöstra Frankrike. Kommunen ligger i kantonen Beaufort som tillhör arrondissementet Albertville. År 2022 hade Beaufort 1 994 invånare.

## Befolkningsutveckling
Antalet invånare i kommunen Beaufort
| Referens: INSEE |